# Liste der Familien mit CAM-Pflanzen
Die Liste der Familien mit CAM-Pflanzen bietet einen Überblick über die Pflanzenfamilien und -gattungen, in denen der Crassulaceen-Säurestoffwechsel auftritt.
| Familie                                                                                 | Gattungen | Beispiel                      | Bild                     |
| --------------------------------------------------------------------------------------- | --- | ----------------------------- | ------------------------ |
| Abteilung Gefäßsporenpflanzen                                                           | |                               |                          |
| Brachsenkrautgewächse (Isoëtaceae)                                                      | Isoetes | Isoetes lacustris             | See-Brachsenkraut        |
| Tüpfelfarngewächse (Polypodiaceae)                                                      | Drymoglossum, Pyrrosia, Polypodium | Polypodium crassifolium       |                          |
| Abteilung Samenpflanzen                                                                 | |                               |                          |
| Welwitschiagewächse (Welwitschiaceae)                                                   | Welwitschia | Welwitschia mirabilis         | Welwitschie              |
| Pfeffergewächse (Piperaceae)                                                            | Peperomia | Peperomia magnoliifolia       | Peperomia magnoliifolia  |
| Mittagsblumengewächse (Aizoaceae)                                                       | Aptenia, Brownanthus, Carpobrotus, Cheiridopsis, Conophytum, Delosperma, Lithops, Mesembryanthemum, Mitrophyllum, Prenia, Psilocaulon, Ruschia, Tetragonia, Trichodiadema | Mesembryanthemum crystallinum | Eiskraut                 |
| Kakteengewächse (Cactaceae)                                                             | Carnegiea, Cereus, Cephalocereus, Echinocereus, Echinomastus, Echinopsis, Epiphyllum, Ferocactus, Mammillaria, Opuntia, Pereskia, Schlumbergera | Carnegiea gigantea            | Carnegiea gigantea       |
| Didiereaceae                                                                            | Alluaudia, Didierea | Didierea trollii              | Didierea trollii         |
| Portulakgewächse (Portulacaceae)                                                        | Anacampseros, Ceraria, Portulaca, Portulacaria, Talinum, Hydrophyllum?, Myrmecodia | Portulaca grandiflora         | Portulaca grandiflora    |
| Dickblattgewächse (Crassulaceae)                                                        | Aeonium, Cotyledon, Crassula, Diamorpha, Dudleya, Echeveria, Kalanchoe, Sedum, Sempervivum, Tylecodon, Umbilicus | Kalanchoe beharensis          | Kalanchoe beharensis     |
| Sauerkleegewächse (Oxalidaceae)                                                         | Oxalis | Oxalis carnosa var. hirta     |                          |
| Storchschnabelgewächse (Geraniaceae)                                                    | |                               |                          |
| Weinrebengewächse (Vitaceae)                                                            | Cissus | Cissus quadrangularis         | Cissus quadrangularis    |
| Kürbisgewächse (Cucurbitaceae)                                                          | Xerosicyos | Xerosicyos danguyi            | Xerosicyos danguyi       |
| Seifenbaumgewächse (Sapindaceae)                                                        | |                               |                          |
| Clusiaceae                                                                              | Clusia | Balsamapfel (Clusia rosea)    | Balsamapfel              |
| Flacourtiaceae                                                                          | |                               |                          |
| Passionsblumengewächse (Passifloraceae)                                                 | |                               |                          |
| Rhizophoragewächse (Rhizophoraceae)                                                     | |                               |                          |
| Wolfsmilchgewächse (Euphorbiaceae)                                                      | Euphorbia, Monadenium, Synadenium | Euphorbia submammillaris      | Euphorbia submammillaris |
| Spindelbaumgewächse (Celastraceae)                                                      | |                               |                          |
| Doldenblütler (Apiaceae)                                                                | |                               |                          |
| Korbblütengewächse (Asteraceae)                                                         | Aster, Kleinia, Notonia, Senecio | Aster tripolium               | Aster tripolium          |
| Ebenholzgewächse (Ebenaceae)                                                            | |                               |                          |
| Hundsgiftgewächse (Apocynaceae) - Unterfamilie Seidenpflanzengewächse (Asclepiadoideae) | Caralluma, Dischidia, Hoya, Stapelia | Dischidia nummularia          | Dischidia nummularia     |
| Rötegewächse (Rubiaceae)                                                                | |                               |                          |
| Wegerichgewächse (Plantaginaceae)                                                       | Littorella | Littorella uniflora           | Littorella uniflora      |
| Gesneriengewächse (Gesneriaceae)                                                        | Codonanthe | Codonanthe crassifolia        | Codonanthe crassifolia   |
| Lippenblütler (Lamiaceae)                                                               | Plectranthus | Plectranthus parviflorus      | Plectranthus parviflorus |
| Froschlöffelgewächse (Alismataceae)                                                     | |                               |                          |
| Froschbissgewächse                                                                      | |                               |                          |
| Mäusedorngewächse (Ruscaceae)                                                           | Sansevieria | Sansevieria zeylanica         | Sansevieria zeylanica    |
| Agavengewächse (Agavaceae)                                                              | Agave, Yucca | Agave deserti                 | Agave deserti            |
| Affodillgewächse (Asphodelaceae)                                                        | Aloe, Gasteria | Aloe arborescens              | Aloe arborescens         |
| Orchideengewächse (Orchidaceae)                                                         | Arachnis, Ascocentrum, Brassolaeliocattleya, Bulbophyllum, Cadetia, Campylocentrum, Cattleya, Chiloschista, Cymbidium, Dendrobium, Encyclia, Epidendrum, Eria, Flickingeria, Micropera, Oberonia, Phalaenopsis, Pholidota, Plectorrhiza, Pomatocalpa, Rhinerrhiza, Robiquetia, Saccolabiopsis, Sarcochilus, Schoenorchis, Schomburgkia, Taeniophyllum, Trachoma, Thrixspermum, Vanda, Vanilla | Cattleya labiata              | Cattleya labiata         |
| Bromeliengewächse (Bromeliaceae)                                                        | Ananas, Aechmea, Araeococcus, Billbergia, Bromelia, Dyckia, Guzmania, Hechtia, Hohenbergia, Nidularium, Tillandsia | Ananas comosus                |                          |
| Commelinagewächse (Commelinaceae)                                                       | Tradescantia | Tradescantia acaulis          |                          |
| Eriocaulaceae                                                                           | |                               |                          |